# Edemissen
Edemissen település Németországban, azon belül Alsó-Szászország tartományban. Lakosainak száma 12 522 fő (2023. december 31.). Edemissen Lehrte, Peine, Wendeburg, Didderse, Hillerse, Meinersen és Uetze községekkel határos.

## Népesség
A település népességének változása:
| Lakosok száma | 12 329 | 12 360 | 12 322 | 12 437 | 12 502 | 12 506 | 12 522 |
|               | 2014   | 2016   | 2017   | 2019   | 2021   | 2022   | 2023   |